# Paquine
Die Paquine ist ein Fluss in Frankreich, der in der Region Normandie verläuft. Sie entspringt beim Weiler Le Bois Guillaume im Gemeindegebiet von Drucourt, von wo aus sie etwa neun Kilometer unterirdisch verläuft und an der Oberfläche ein Trockenbett bietet, das nur bei starken Niederschlagen gefüllt wird. Normalerweise tritt das Wasser erst im äußersten Südosten der Gemeinde Fumichon in einer Karstquelle ans Tageslicht (49° 9′ 19″ N, 0° 23′ 7″ O). Die Paquine entwässert zunächst in nördlicher Richtung, dreht dann auf West und mündet nach insgesamt rund 25 Kilometern im Gemeindegebiet von Ouilly-le-Vicomte als rechter Nebenfluss in die Touques. Auf ihrem Weg durchquert die Paquine die Départements Eure und Calvados.

## Orte am Fluss
(Reihenfolge in Fließrichtung)
- Le Bois Guillaume, Gemeinde Drucourt
- La Carbonnière, Gemeinde Thiberville
- Les Places
- Ouilly-du-Houley
- Hermival-les-Vaux
- Rocques
- Ouilly-le-Vicomte